# Adolf von Rosenberg-Gruszczynski (General, 1779)
Adolf Wilhelm Leopold Ludwig von Rosenberg-Gruszczynski (* 12. September 1779 in Littschen, Kreis Marienwerder; † 19. April 1844 in Danzig) war ein preußischer Generalmajor und Herr auf Marienfelde im Kreis Schlochau.

## Leben

### Herkunft
Er stammte aus der preußischen uradligen Familie Rosenberg-Gruszczynski. Sein Vater Franz Heinrich von Rosenberg-Gruszczynski (* 1721; † 1792) war polnischer Generalmajor und Gutsbesitzer. Seine Mutter Albertine Sophie Caroline (* 1743; † 1809) war eine geborene Gräfin von Rittberg. Er hatte dreizehn Geschwister, darunter den älteren Bruder August Burchard Raphael von Rosenberg-Gruszczynski (* 1770; † 1836), der preußischer Landrat wurde.

### Militärkarriere
Rosenberg kam am 1. September 1793 als Gefreitenkorporal in das Infanterieregiment „von Langen“ der Preußischen Armee und avancierte bis Oktober 1797 zum Sekondeleutnant. Zwei Jahre später dimittierte er und wurde während des Vierten Koalitionskrieges am 30. November 1806 als Premierleutnant im 3. Westpreußische Reserve-Bataillon wieder in der Armee angestellt. Mit diesem nahm er an der Verteidigung von Danzig teil und wurde nach dem Frieden von Tilsit auf Halbsold gesetzt.
Als Premierleutnant mit Patent vom 30. November 1806 wurde Rosenberg am 4. Mai 1811 dem 1. Ostpreußischen Infanterie-Regiment aggregiert sowie am 2. August 1811 einrangiert. Am 20. April 1813 wurde er Stabskapitän und am 12. Juni 1813 Kommandeur des Jägerdetachement seines Regiments.
Während der Befreiungskriege wurde Rosenberg im Gefecht bei Dannigkow sowie bei Merseburg verwundet und mit dem Eisernen Kreuz II. Klasse ausgezeichnet. Am 10. Dezember 1813 stieg er zum Kapitän und Kompaniechef auf. Ferner kämpfte er in den Gefechten bei Löwenberg, Goldberg, Hochkirch, beim Übergang bei Wartenburg sowie den Gefechten bei Saint-Dizier, La Chausse, Château-Thierry und Mery als auch den in Schlachten an der Katzbach und bei Laon. Für Paris erhielt Rosenberg das Eiserne Kreuz I. Klasse und den Orden der Heiligen Anna II. Klasse.
Nach dem Frieden wurde er am 14. Februar 1816 zum Major befördert und am 8. Oktober 1816 zum Kommandeur des Füsilier-Bataillons ernannt. Im Jahr 1825 erhielt er das Dienstkreuz. Am 30. März 1830 folgte mit Patent vom 20. April 1830 seine Beförderung zum Oberstleutnant. Als solcher wurde Rosenberg am 30. März 1832 zunächst mit der Führung des 18. Infanterie-Regiments beauftragt und am 16. Januar 1833 zum Kommandeur ernannt. In dieser Stellung avancierte er am 30. März 1833 mit Patent vom 11. April 1833 zum Oberst und erhielt am 9. September 1835 den Roten Adlerorden III. Klasse mit Schleife. Am 30. März 1838 wurde er als Kommandeur in die 12. Landwehr-Brigade versetzt und am 7. April 1838 dem 18. Infanterie-Regiment aggregiert. Aufgrund eines Schlaganfalls, an dessen Folgen er für den Rest seines Lebens litt, war Rosenberg nicht mehr dienstfähig. Er wurde daraufhin am 10. März 1840 als Generalmajor mit Pension zur Disposition gestellt.
Er starb am 19. April 1844 in Danzig und seine Witwe erhielt durch König Friedrich Wilhelm IV. eine jährliche Unterstützung von 100 Talern.
Sein Brigadekommandeur Oberst von Dedenroth schrieb 1834 in seiner Beurteilung: „Verbindet mit einer erfolgreichen Tätigkeit in der Ausbildung und Ökonomie des Regiments einen richtigen und praktischen Blick und Sicherheit bei der Führung der Truppen, ohne ausgezeichnete wissenschaftliche Kenntnisse zu besitzen. Die Gabe sich die Liebe und das Vertrauen seiner Untergebenen zu erwerben, ein anspruchsloser rechtlicher Charakter und geordnete häusliche Verhältnisse machen ihn noch besonders achtungswert und zu höhere Verhältnissen empfehlenswert.“

### Familie
Rosenberg heiratete am 17. März 1801 in Danzig Johanna Dorothea Mahler (* 16. Januar 1784; † 20. März 1864). Das Paar hatte mehrere Kinder:
- Albertine Johanna Karoline Antoinette (* 22. Dezember 1801; † 13. Mai 1873) ⚭ 1824 Adolf Wilhelm Erdmann von Hake, [Draulitten] (* 1. Januar 1790; † 1. August 1858), britannischer Oberst der Englisch-Deutschen Legion[1][2]
- Jeannette Wilhelmine (* 17. Februar 1803; † 16. Juli 1844) ⚭ 1828 Heinrich von Buddenbrock (1797–1859), preußischer Generalmajor
- Idas Adolfine Dorothea (* 14. Juli 1804; † 5. Juni 1869) ⚭ 1827 Friedrich Hewelcke († 17. November 1838), Landrentmeister
- Annette Henriette Karoline (1806–1807)
- Adolf Louis (1808–1884), preußischer General der Infanterie ⚭ 1836 Bertha Anastasia von Gruner (* 31. Juli 1817; † 12. Mai 1896), Tochter des Justus von Gruner
- Karl Hermann (* 11. Juni 1810; † 23. März 1859), Major a. D. ⚭ 1853 Lisette Louise Johanna Frobeen (* 16. November 1827)
- Dorothea Henriette Wilhelmine (* 18. November 1812; † 10. Februar 1875) ⚭ 1837 Fedor von Byern (1807–1863), Regierungspräsident[3]